# An–28
Az An–28 a kijevi Antonov tervezőiroda kéthajtóműves, légcsavaros gázturbinás könnyű szállító repülőgépe. Az An–14 továbbfejlesztett változata. 1969-ben repült először. Nagy sorozatban a lengyelországi WSK PZL-Mielec vállalat gyártotta. Az An–28 továbbfejlesztett változata a lengyel PZL M28 Skytruck, valamint az An–38.

## Története
Az An–28 a csillagmotoros An–14 továbbfejlesztett, légcsavaros gázturbinával felszerelt, meghosszabbított törzsű változata. Az Antonov tervezőirodánál többféle elképzelés is született egy gázturbinás változatra. A GTD–550ASZ gázturbinával felszerelt prototípus An–14M jelzéssel 1969 szeptemberében repült először Kijevben. Ezt a típust 1973-ban nevezték át An–28-ra.
Sorozatgyártása azonban csak 1975-ben kezdődött el. Az első előszériák még a Szovjetunióban készültek, majd 1978-ban a sorozatgyártás Lengyelországban, a WSK PZL-Milelec repülőgépgyárban folytatódott. A sorozatgyártású gépekbe már a TVD–10 légcsavaros gázturbinák kerültek, melyek gyártását is Lengyelországba telepítették. A gázturbinát a WSK PZL-Rzeszów gyártotta PZL–10S jelzéssel. Az első sorozatgyártású lengyel gép azonban csak 1983-ban készült el, és 1984-ben repült először. A Szovjetunióban a típus 1986-ban kapta meg a légialkalmassági bizonyítványt. A Lengyelországban PZL An–28 típusjellel gyártott gép megegyezett az eredeti szovjet repülőgéppel.
A Szovjetunió eredetileg 1200 darab megrendelését tervezte, de az ország felbomlása miatt ez a gyártási mennyiség nem teljesült. A Szovjetunióban és Lengyelországban gyártott példányokat is beleszámítva, a sorozatgyártás 1992-es befejezéséig összesen 191 db-ot építettek.
Lengyelországban kifejlesztették a haditengerészeti járőröző és felderítő változatát, az An–28B1R-t (mely An–28RM Bryza néven is ismert). Ennél a törzs aljára lengyel gyártmányú felderítő lokátort építettek be.
Ismert még a gépnek a kanadai Pratt&Whitney PT6A–65B gázturbinával és Hartzell légcsavarral, valamint nyugati avionikával felszerelt változata, az An–28 Safari is.
A PZL-Mielec a gépet továbbfejlesztette, ennek eredménye lett a PZL M28 Skytruck és a PZL M28 Bryza.
Az An–28-on alapul az Ukrajnában tervezett, továbbfejlesztett, megnövelt méretű változat, az An–38, melyet a Novoszibirszki Repülőgépgyár gyárt.

## Alkalmazása
A típust az Aeroflot regionális járataira szánták. E minőségében a Be–30 vetélytársa volt, mellyel szemben győzött. A Szovjetunió felbomlása miatt azonban a gép tömeges forgalomba állítására nem került sor. A Szovjetunión kívül a típust a Lengyel Haditengerészet és Venezuela légiereje rendszeresítette.
2009 eleji állapot szerint már csak 23 példánya áll szolgálatban, közülük hét darab Oroszországban üzemel.

## Műszaki jellemzői
Teljesen fémépítésű konstrukció. A törzs félhéjszerkezet.
A kerekes futóművekre szükség esetén sítalpak szerelhetők.
Rövid fel- és leszállási úthossz jellemzi. Felszállási úthossza 260 m, kigurulási úthossza 170 m.

## Külső hivatkozások
- http://www.airwar.ru/enc/craft/an28.html